# Alessandra Mastronardi
Alessandra Mastronardi (Nàpols, 18 de febrer de 1986) és una actriu italiana. Es va criar i va anar a la universitat a Roma. Ha aparegut en sèries com I Cesaroni, Romanzo Criminale o Atelier Fontana. També ha actuat a les pel·lícules Non Smettere di Sognare, Master of None i To Rome With Love.